# Journée de solidarité avec la Biélorussie

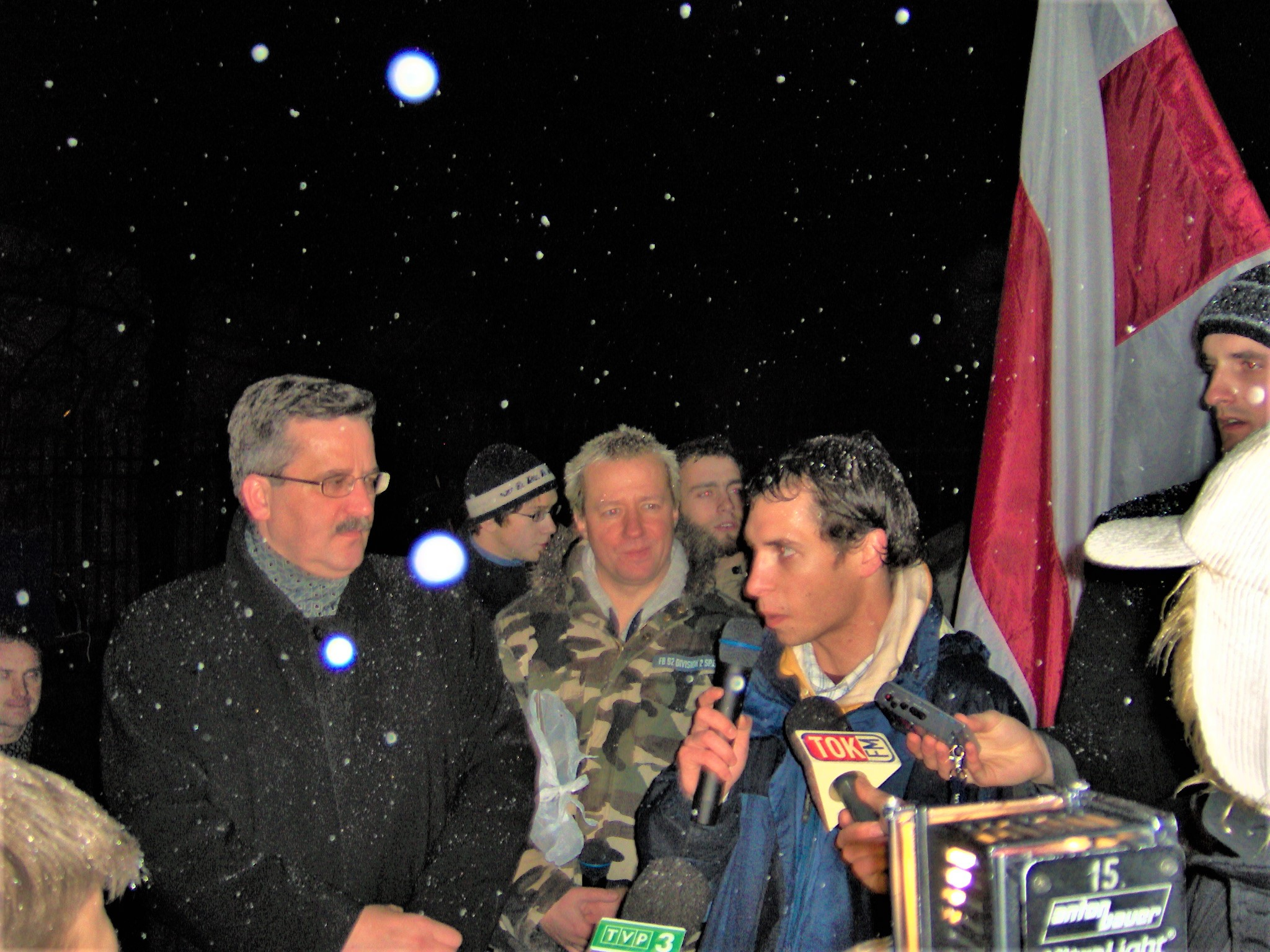
Bronisław Komorowski, alors futur président de Pologne, à Varsovie le 16 décembre 2005

La Journée de solidarité avec la Biélorussie est créée à l'initiative de la journaliste biélorusse Iryna Khalip (en) et soutenue par l'initiative citoyenne We Remember Foundation (en) et le mouvement Zubr.
Il a été décidé de choisir la date du 16 octobre 2005 pour cette journée de solidarité avec les prisonniers politiques et les personnes disparus (Ioury Zakharanka, Viktar Hantchar, etc.), leurs familles et les avocats d'une transition démocratique favorable à l'accès à une activité sociale et politique des citoyens et à une économie plus ouverte en Biélorussie. Les Biélorusses sont invités à éteindre leurs lumières pendant 15 minutes tous les 16 octobre à 20 heures et à poser une bougie allumée sur le bord de leur fenêtre en signe de solidarité.
100 000 personnes ont pris part à cette première action. Il est alors suggéré d'étendre cette action tous les 16è jours de chaque mois.